# Groupe Action démocratique indépendante
Pour les articles homonymes, voir ADI.
Le groupe Action démocratique indépendante (Acção Democrática Independente) est un groupe parlementaire constitué autour de l'Action démocratique indépendante à l'Assemblée nationale santoméenne. Il est créé en novembre 1994 à l'instauration de la Ve législature.

## Effectifs
| Date      | Législature | Nombre de députés             | Évolution                     | Leader                        | Vice-leader                   |
| --------- | ----------- | ----------------------------- | ----------------------------- | ----------------------------- | ----------------------------- |
| 1994      | Ve          | 14                            | -                             |                               |                               |
| 1998      | VIe         | 16                            | 2                             |                               |                               |
| mars 2002 | VIIe        | Au sein du groupe Uê Kédadji. | Au sein du groupe Uê Kédadji. | Au sein du groupe Uê Kédadji. | Au sein du groupe Uê Kédadji. |
| août 2002 | VIIe        | 5                             | 11                            |                               |                               |
| 2006      | VIIIe       | 11                            | 6                             |                               |                               |
| 2010      | IXe         | 26                            | 15                            | Idalécio Quaresma             |                               |
| 2014      | Xe          | 33                            | 7                             | Idalécio Quaresma             |                               |
| 2018      | XIe         | 25                            | 8                             | Abnildo Oliveira              | Ekeneide dos Santos           |
| 2022      | XIIe        | 30                            | 4                             |                               |                               |

## Composition

### XIIelégislature(depuis 2022)
- District d'Água Grande :
  - Orlando da Mata
  - Afonso Varela
  - Elísio Teixeira
  - Bilaine do Nascimento
  - Vasth dos Santos
  - Ekneide dos Santos
  - Gareth Guadalupe
  - Eurídice Medeiro
- District de Cantagalo :
  - Ossaquio Roía
  - Celisa Aguiar
  - Pedro Carvalho
  - Hélio de Almeida
- District de Caué :
  - Alberto Luis
- Diaspora :
  - Lourenço Aguiar Freitas (Afrique)
  - Josino da Veiga (Europe)
- District de Lembá :
  - Silvestre Mendes
  - Raúl Cravid
  - Wilber Boa Morte
- District de Lobata :
  - Patrice Trovoada
  - Américo dos Ramos
  - Nelson Cardoso
- District de Mé-Zóchi :
  - Celmira Sacramento
  - Abnildo Oliveira
  - José António Miguel
  - Arlindo dos Santos
  - Edmilson Amoço
  - Idalécio Quaresma
- Région autonome de Principe :
  - Messias Pereira
  - Maria Delgado
  - Alexandre Lima

### XIelégislature(2018-2022)
- Région autonome de Principe :
  - Carlos Alberto Pires
  - Carlos Cassandra Correia
  - Anaydi dos Prazeres Ferreira
- District d'Água Grande :
  - Ilza Amado Vaz
  - Olinto Daio
  - Levy Nazaré, exclu du groupe et du parti en 2020[2]
  - Ekeneide dos Santos
  - Elísio Teixeira
  - Carlos Vila Nova
- District de Cantagalo :
  - Domingos Boa Morte
  - Paulo Jorge Carvalho
  - Adilson Managem
  - José da Graça Diogo
- District de Caué :
  - Mário Fernandes
- District de Mé-Zóchi :
  - Alexandre Guadalupe
  - José Miguel
  - Abnildo d'Oliveira
  - Idalécio Quaresma
  - Alda dos Ramos
  - Celmira Sacramento
  - Arlindo dos Santos
- District de Lobata :
  - Arlindo Ramos
  - Patrice Trovoada, quitte ses fonctions en 2018[3]
- District de Lembá :
  - André Varela Ramos
  - Álvaro Santiago

### Xelégislature(2014-2018)
- Joaquim Afonso
- Nenésio Afonso
- Salcedas d'Alva Teixeria B. Cheida
- José António
- Brito Vaz d'Assunção do Esperito Santo
- Gabriel Barbosa
- António Barros
- Adolfo Borjas
- José Carlos
- Evaristo Carvalho
- Egrinaldino de Carvalho Viegas de Ceita
- Bilaine Ceita
- Carlos Correia
- José Costa Alegre
- Martinho Domingos
- Mário Fernando
- Ismael da Glória do Espiríto Santo
- Manuel da Graça
- José da Graça Diogo
- Pedro Jorge
- Adilson Managem
- Flávio Mascarenhas
- Ivo Mendoça da Costa
- Levy Nazaré
- Abnildo d'Oliveira
- Ossaquio Perpetua Rioa
- Ângela Pinheiro
- Sebastião Pinheiro
- Idalécio Quaresma
- Arlindo Quaresma dos Santos
- Alda Ramos
- Celmira Sacramento
- Wilder dos Santos
- Berlindo Silvério
- Jorge Sousa Pontes

### IXelégislature(2010-2014)
- Idalécio Quaresma
- Evaristo Carvalho
- Carlos Correia
- José da Graça Diogo
- Sebastião Pinheiro
- Celmira Sacramento

### VIIIelégislature(2006-2010)
- Octávio da Costa Boa Mort
- José da Graça Diogo
- José Fret Lau Chong
- Júlio Lopes Lima da Silva
- Herodes Sousa Pontes Rompão
- Idalécio Quaresma
- Evaristo Carvalho
- Júlio Smith Lima
- Patrice Trovoada
- Daniel da Trindade Luciano Ramos
- Alberto da Trindade Luís

### VIIelégislature(2002-2006)
- José da Graça Diogo
- José Fret Lau Chong